# Kesto Kumar Bose
Kesto Kumar là một cầu thủ bóng đá người Bangladesh thi đấu ở vị trí hậu vệ. Hiện tại anh thi đấu cho Sheikh Jamal Dhanmondi Club.